# Mykola Tomin
Mykola Mykolajovytj Tomin (ukrainska: Микола Миколайович Томін; ryska: Николай Николаевич Томин, Nikolaj Nikolajevitj Tomin), född 28 december 1948 i Zaporizjzja, Ukrainska SSR, är en ukrainsk tidigare handbollsmålvakt, tävlande för Sovjetunionen.
Han var med och tog OS-guld 1976 i Montréal och OS-silver 1980 i Moskva.